# سيمون لاك
سيمون لاك (بالإنجليزية: Simon Lake)‏ هو رجل غواصة أمريكي، ولد في 4 سبتمبر 1866 في بليسنتفيل في الولايات المتحدة، وتوفي في 23 يونيو 1945 في ميلفورد في الولايات المتحدة.

## وصلات خارجية
- سيمون لاك على موقع الموسوعة البريطانية (الإنجليزية)